# Historia de los ministerios de Hacienda de España
Este artículo trata sobre los ministerios españoles que, a lo largo de la historia, han asumido competencias en Hacienda.

## Historia

### Las raíces históricas del Departamento: El Ministerio de Hacienda
El Ministerio de Hacienda fue creado en el siglo XVIII por la administración borbónica. Fue un intento de solución a la grave crisis en que había entrado el sistema financiero de la Corona durante el reinado de la Casa de Austria, además de concebirse como un instrumento de la centralización (centralismo) de los reinos de la Monarquía Hispánica. 
El sistema tradicional de la Real Hacienda se articulaba en torno a una serie de organismos, independientes para las coronas de Castilla y Aragón. La primera contaba con el Consejo de Hacienda, creado en 1523 y reformado profundamente en 1658; la Contaduría Mayor de Cuentas, creada en 1476; y la Superintendencia General de Hacienda, creada en 1687. La Corona de Aragón contaba con las siguientes instituciones: el Baile General y el Maestre Racional de la Corte. En ambos casos y durante los siglos XVI y XVII existía una para cada uno de los reinos integrantes de la Corona aragonesa.
Como resultado de la guerra de sucesión española las instituciones de la Corona de Aragón fueron suprimidas entre 1707 y 1716, y sus competencias absorbidas por las instituciones de corte castellano. Así, puede señalarse que las instituciones hacendísticas tradicionales que pervivían al iniciarse el gobierno borbónico eran castellanas: Consejo, Contaduría y Superintendencia.
No obstante el modelo tradicional castellano tampoco funcionaba de una forma deseable, debido a su propia estructura organizativa y a la grave situación en que se encontraban las rentas de la Corona. Muchas de ellas habían sido arrendadas a particulares durante el siglo XVII, mermando los ingresos del erario real.

### El intendente general

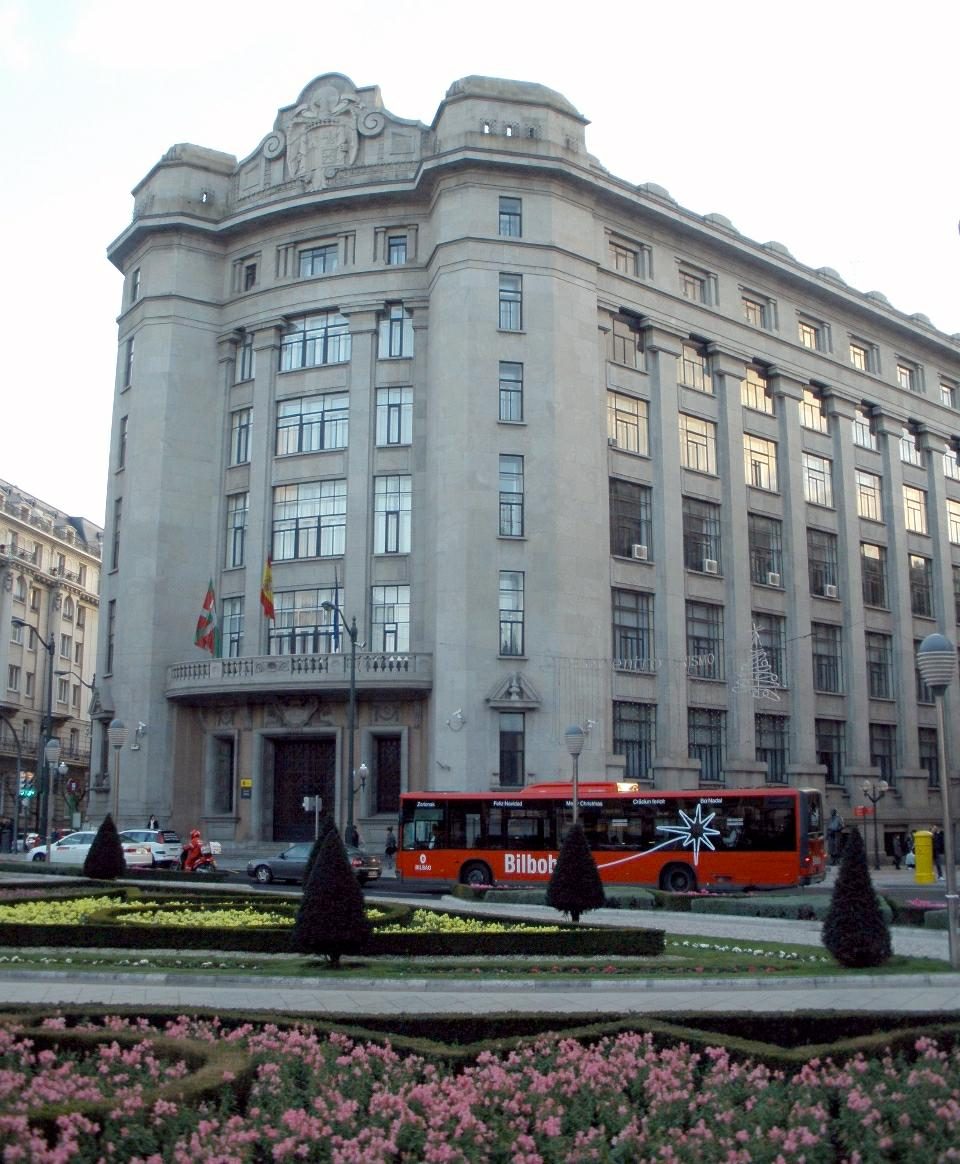
Agencia Estatal de Administración Tributaria, en Bilbao.

En 1705 se crearon dos Secretarías del Despacho Universal: una para los asuntos de Guerra y Hacienda y otra para el resto de los asuntos que concernían a la Monarquía. Este es el embrión del actual sistema de Gobierno. 
En 1714, se decidió ampliar las Secretarías a cinco: de Estado, de Asuntos Eclesiásticos, de Justicia y de Jurisdicción de los Consejos; de Guerra; de Indias; de Marina y de Hacienda. Las cuatro primeras tenían como titular a un Secretario de Estado y del Despacho, y la de Hacienda tenía como responsable al Intendente Universal de la Veeduría General (primigenia denominación del actual cargo de Ministro de Hacienda). Esta división duró poco tiempo, desapareció en 1716. A partir de ese momento, los negocios de Hacienda correrían unidos a los asuntos de Justicia e Indias.
Las reformas sociales y políticas abordadas durante el siglo XVIII necesitaban de un sistema financiero sólido, incompatible con el sistema de arrendamiento de las rentas de la Corona, y de un mecanismo burocrático adecuado. Se inicia entonces un largo camino en este sentido que durará prácticamente lo que resta de la centuria.
Durante el reinado de Fernando VI se inició un largo proceso de recuperación de la administración directa de las principales rentas e impuestos, reconstituyéndose el patrimonio de la Hacienda pública. Esto implicó que en 1754 se crease, ya de manera definitiva, la Secretaría de Estado y del Despacho Universal de Hacienda como órgano encargado de la administración y control de las rentas de la Corona en la Península. La Hacienda de las posesiones ultramarinas era responsabilidad en ese momento de la Secretaría de Estado y del Despacho de Indias.

### Superintendencia General
El Decreto de 1754 implicó la creación de una maquinaria burocrática fuerte. La Secretaría de Estado, como órgano director, coexistía con los organismos heredados de la monarquía austriaca. De todos ellos el que se perfilaba como el segundo en importancia era la Superintendencia General de la Real Hacienda, órgano del que dependía la Dirección de Rentas Generales -órgano que administraba las rentas más productivas de la Corona: los derechos de aduanas y los derivados de los Reales Estancos del Tabaco, de la Sal y del Plomo, entre otros-. 
Todos estos organismos mantenían una cierta independencia unos de otros, hasta el punto de que las direcciones generales funcionaban como hoy día lo hacen los organismos autónomos. La subordinación orgánica apenas existía.
Los conflictos de competencia que pudieran suscitarse entre Secretaría de Estado y Superintendencia de Hacienda, se resolvían haciendo que el titular de ambos fuese una misma persona: el Secretario de Estado. No obstante, son órganos fuertes. Una buena prueba de ello es la construcción en las principales ciudades de la Corona de palacios destinados a albergar a sus empleados. 
Este es el significado de la construcción de las Aduanas de Valencia (hoy Tribunal Superior de Justicia de la Comunidad Valenciana), de Barcelona, de Málaga (hoy Museo de Málaga) y de Madrid, sede actual del Ministerio de Hacienda. Todos ellos son proyectos arquitectónicos de gran envergadura acometidos durante los reinados de Fernando VI, Carlos III y Carlos IV.

### Un solo impuesto
Desde 1754 la Dirección de Rentas Generales se perfiló como el órgano encargado de controlar los principales impuestos y rentas existentes. Fundamentalmente la renta de Aduanas y las provinciales. 
Desde el seno de esta Dirección, impulsadas por el Marqués de la Ensenada, Secretario de Estado de Hacienda, tuvo lugar el levantamiento de un catastro general para Castilla encaminado a reducir los numerosos tributos indirectos y escasas contribuciones directas a un solo impuesto: la única contribución, que ya se había impuesto previamente en los territorios de la antigua Corona de Aragón durante el reinado de Felipe V. Aunque el proyecto fracasó, se asentó todo un programa a seguir por los posteriores titulares de la cartera.
Durante el reinado de Carlos IV comienza a producirse una crisis económica en España, agravada por la inestabilidad política europea surgida a raíz de la Revolución francesa. El reflejo en la organización de la Administración es inmediato: en 1790 desaparece la Secretaría de Estado y del Despacho Universal de Indias. Los asuntos de la fiscalidad americana son incorporados a la de Hacienda y existe desde ese momento y hasta 1836, salvo en períodos concretos, dos áreas hacendísticas dentro del mismo Departamento: España e Indias.

### Conflictos bélicos
En 1793 comenzó para España un periodo de conflictividad bélica que no se verá frenado hasta 1845. Su impacto en el sistema financiero de la Corona fue inmediato y catastrófico, agravado por la independencia de las posesiones americanas. Su prolongación en el tiempo llegará hasta finales del siglo XIX. La falta de recursos implicó el crecimiento de la Deuda pública y de la adopción de diferentes medios para sufragarla: 
- Emisión de vales reales.
- Consolidación de la deuda pública bajo el reinado de Fernando VII para evitar la bancarrota.
- Utilización de un recurso extraordinario como es el empréstito, como medio habitual de obtener crédito.
- Establecimiento de una política crediticia y fiduciaria que respaldase a la Hacienda pública que culmina en la constitución del Banco de España.
- Comienzo de una política desamortizadora que arranca desde el mismo reinado de Carlos IV, que culminará en 1835 bajo el Ministerio Mendizábal, y que tendrá su epigonismo en la adoptada por Madoz veinte años más tarde.
- Consolidación de la Deuda y adopción de un sistema presupuestario para controlar el déficit, inspirado por Martín de Garay y consolidado a partir de López Ballesteros en 1827.

### Dos Ministerios de Hacienda
Todo lo dicho tiene un reflejo orgánico. En 1795 se suprimió la Superintendencia de Hacienda, asumiendo sus funciones la Secretaría de Estado y del Despacho. Entre 1808 y 1814 coexistirán dos Ministerios de Hacienda, uno josefino y otro borbónico. Ambos ensayarán medidas que prosperarán a lo largo de todo el siglo XIX. 
Con Fernando VII se reestructura la Secretaría en 1816 y 1824, con el objeto de desarrollar un instrumento capaz de salvar la Hacienda pública de la catastrófica situación generada por la guerra. La reforma de 1824 dio lugar a la Dirección General del Tesoro como órgano redistribuidor de los caudales públicos. 
En 1834 se reestructura la Administración general del Estado. Se deslinda la potestad judicial de la eminentemente administrativa. Se suprimen los consejos y se crean en su lugar los tribunales superiores de Justicia. Las Secretarías de Estado se reorganizan sobre la base de una Subsecretaría, como órgano administrativo básico, y diferentes direcciones generales, como órganos técnico-administrativos. Estas mantendrán su carácter independiente a la hora de fijar sus objetivos e intereses. 
En 1836, se disuelven las oficinas encargadas de la Hacienda de Indias. A partir de ese momento surge la Dirección general de Amortización -antecedente remoto de la actual Dirección General del Patrimonio del Estado- como administrador del nuevo patrimonio adquirido por el Estado a raíz de la desamortización eclesiástica.

### Reforma tributaria
El imparable proceso constitucionalista que tiene lugar durante el reinado de Isabel II necesitó imperiosamente de una Hacienda pública saneada como instrumento básico para crear riqueza y dotar de estabilidad política a la ascendente burguesía. Con el ascenso al poder del partido moderado tuvo lugar la reforma tributaria de 1845, debida al decidido empuje personal del Secretario de Estado y del Despacho, Alejandro Mon.
La reforma tributaria supuso el final del complejo sistema tributario del Antiguo Régimen mediante una fuerte simplificación que por vez primera daba importancia a los impuestos directos y reducía los indirectos. Comenzó así una dinámica hacendística de constante reforma que hoy día continúa. El Ministerio de Hacienda es un organismo vivo y lleno de dinamismo que se adapta cada vez con mayor facilidad a la realidad imperante en cada momento. 
La reforma Mon implicó una nueva estructura orgánica, para adaptar su maquinaria a las nuevas circunstancias. También supuso el traslado del Departamento a su actual sede: el edificio de la Real Casa Aduana y Oficina de Rentas Generales. Esto responde a la necesidad de centralizar y agrupar tanto a la Secretaría como a las direcciones generales de Rentas y del Tesoro que, como se ha señalado antes, gozaban de un alto grado de autonomía respecto de aquella.

### El Ministerio
Si Mon es el instaurador de una Hacienda contemporánea desde el punto de vista de la técnica y el derecho fiscal, Bravo Murillo, titular de Hacienda en 1849 y en 1850, lo fue de la Hacienda como pilar fundamental de la Administración General del Estado. 
De hecho, bajo el mandato de Bravo Murillo se dio a la luz la Ley de Contabilidad de 1850. Consagró el término Ministerio para sustituir al clásico de Secretaría de Estado y del Despacho. Organizó el Departamento bajo un patrón moderno de corte burocrático. Se reforzó la autoridad del Ministro sobre los directores generales. Con él se consagraron como órganos clásicos de la Hacienda Pública, las direcciones generales de Impuestos Directos e Indirectos, de Contabilidad -precedente de la actual Intervención General del Estado-, de la Deuda y también de lo Contencioso. 
Además de eso Bravo Murillo también impulsó la creación de la Caja General de Depósitos, instrumento diseñado inicialmente para librar al Estado de la dependencia de los bancos a la hora de conseguir nuevos empréstitos. Pero al final no surtió los efectos esperados. 
Bajo su ministerio se contemplaron todos los aspectos necesarios para la correcta administración y defensa de los recursos fiscales de la nación. Las reformas orgánicas y burocráticas de Bravo Murillo perduraron prácticamente en lo que restaba del siglo XIX. Sin embargo, su labor no fue tan exitosa en lo organizativo a nivel provincial -entre 1849 y 1881 se privó a la Hacienda provincial de una necesaria autonomía organizativa-, ni en lo estrictamente hacendístico.
El desarrollo del país y la necesidad de sacarlo definitivamente de las crisis financieras que se sucedieron durante el siglo XIX dieron lugar a nuevas reformas económicas y tributarias protagonizadas por los ministros Laureano Figuerola (1869), Navarro Reverter (1895) y Raimundo Fernández Villaverde (1902-1903). Esto, unido a la culminación del proceso codificador en España, influyó en nuevas reformas orgánicas de la Hacienda Pública y en el inicio de la consolidación de una nueva estructura de corte burocrático.

### Control presupuestario y del gasto

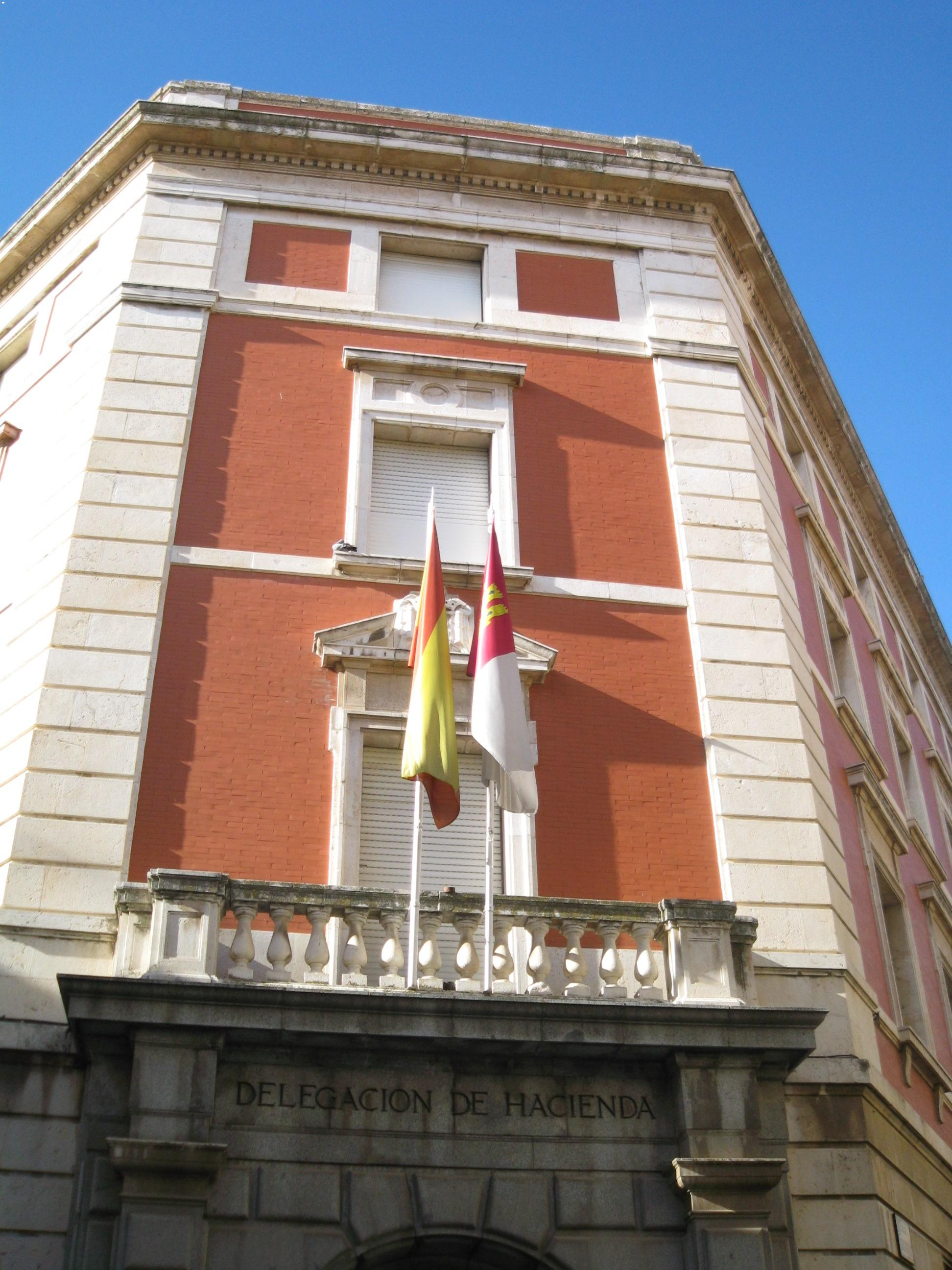
Delegación de Hacienda en Guadalajara.

Entre 1873 y 1878 se institucionalizó la Intervención General del Estado. En 1881 se creó el Cuerpo de Abogados del Estado coincidiendo con la consagración en el ordenamiento administrativo y jurídico del procedimiento económico-administrativo. En este mismo año se instituyó la Inspección General de la Hacienda Pública, como instrumento de mejora de la gestión económica provincial. El efecto inmediato fue la creación de las Delegaciones Hacienda.
Entre 1902 y 1903 se adoptó una estructura administrativa idónea a la reforma tributaria planeada por Fernández Villaverde. Además, cada dirección general se regulaba por un reglamento específico propio. En 1906, con la aprobación de la Ley del Catastro Parcelario de España, impulsada por el ministro Moret con el auxilio de José Echegaray como presidente de la Junta encargada de redactar el Anteproyecto, se avanzará en la consolidación de un sistema de contribuciones directas. En 1911 se aprobó la Ley de Administración y Contabilidad de la Hacienda, eje vertebrador de todo el sistema de control presupuestario y del gasto público. 
La estructura administrativa de 1902-1903 se mantuvo prácticamente vigente hasta 1957. En el transcurso de ese periodo merece destacarse la supresión del Ministerio de Hacienda entre 1923 y 1925, debido a la estructura implantada por el Directorio Militar presidido por Primo de Rivera. 
Durante la Segunda República Española también se acometieron diferentes reformas orgánicas entre las que se destaca la creación del Tribunal Económico-Administrativo Central. Sin embargo, todo este periodo viene presidido por la tragedia de la guerra civil española de 1936 a 1939. 
Durante el conflicto bélico la Hacienda pública se convierte en el instrumento necesario para reunir fondos para ganar la guerra. El bando republicano creará el Ministerio de Hacienda y Economía en 1937. El bando nacional creará a partir de 1936 diferentes organismos -servicios nacionales y juntas- a medida que los necesita. Todos ellos se reagrupan en el mismo año de 1936 en la Comisión de Hacienda. Esta última se convierte en 1938 en el Ministerio de Hacienda.
Una vez acabada la contienda, se produce un reajuste de la administración nacional. Los servicios que integran cada uno de los ministerios recuperan su denominación de dirección general. Se restableció también la estructura orgánica de 1902-1903.
En 1957, ante la necesidad de terminar con la autarquía económica y dejar atrás una organización burocrática ya obsoleta muy influida por la guerra, se producen importantes cambios en el Ministerio. En ese año se acomete una reforma de la administración que consolida el funcionamiento del Gobierno y la figura de las Secretarías Generales Técnicas.

### Impuestos directos
1957 es también el año de una nueva reforma tributaria que abre el camino para elevar la renta nacional y sacar al país definitivamente de la situación económica que siguió a la Guerra Civil. Esta reforma necesitaba de una Hacienda moderna, simplificada y eficaz. Se creó en 1959 una Subsecretaría del Tesoro y Gastos públicos encargada del control de los recursos financieros del Estado y de la confección de los Presupuestos. Es el momento en que se introduce la mecanización de procesos en la administración, embrión de la informática tributaria. Se potencian los servicios de estudios y de información fiscal.
Como resultado del Plan de Estabilización impulsado por el ministro Mariano Navarro Rubio, entre 1963 y 1964 culminó el proceso de reforma hacendística con la aprobación de las leyes General Tributaria y de Reforma del Sistema Tributario. Se sistematizaron nuevos impuestos (sobre la renta y sobre el tráfico de empresas). Esto implicó sobre todo una reforma de los cuerpos técnicos de Hacienda con el objeto de especializarlos aún más en el nuevo sistema impositivo. El plan de austeridad económica de 1967 dio lugar a nuevas reformas, simplificándose la estructura del Ministerio al suprimirse la Subsecretaría del Tesoro y Gastos Públicos.

### La Constitución de 1978
1968 significa el comienzo de un proceso de renovación constante. Los años 70 significan la tecnificación de la Administración de Hacienda. Entre 1973 y 1976 se ponen los pilares de la Hacienda actual. Los proyectos de reforma tributaria de esos años y la promulgación en 1977 de la Ley General Presupuestaria y de la Ley de Medidas Urgentes de Reforma Fiscal, ampararan a la futura Constitución de 1978. Los departamentos de Economía y Hacienda se funden en 1982, para separarse temporalmente entre 2000 y 2004. 
En 1992 nacerá la Agencia Estatal de Administración Tributaria, organismo público encargado de la gestión del sistema tributario estatal y del aduanero, así como de los recursos de otras Administraciones y Entes Públicos, nacionales o de la Unión Europea. Su creación supone la armonización de la organización de la actividad tributaria con las prácticas seguidas en el resto del mundo.
En los periodos 1982-2000 y 2004-2011, el Ministerio de Hacienda estuvo unido al Ministerio de Economía. Precisamente, fruto de esta unión, en el año 2000 perdió sus competencias sobre el Tesoro Público, que desde la división ministerial de ese año siempre ha estado ligado al departamento de economía.
En el año 2011 asumió las funciones del suprimido Ministerio de Administraciones Públicas, perdiéndolas en 2016 pierde la competencia de relaciones con las Administraciones Territoriales en favor del Ministerio de la Presidencia pero mantiene las relativas a Función Pública. Tras la moción de censura contra Mariano Rajoy de 2018 y la formación del nuevo Gobierno de Pedro Sánchez en junio de 2018, el Ministerio volvió a perder las competencias en materia de Función Pública, recuperando el nombre tradicional de Ministerio de Hacienda, pero las recuperó en 2021.

## Denominaciones
Los departamentos ministeriales que desde el reinado de Juan Carlos I han asumido competencias en Hacienda son:
- Ministerio de Hacienda,
  - durante el gobierno de Carlos Arias Navarro (11 de diciembre de 1975–7 de julio de 1976),
  - durante el gobierno de Adolfo Suárez (7 de julio de 1976–26 de febrero de 1981),
  - durante el gobierno de Leopoldo Calvo-Sotelo (26 de febrero de 1981–2 de diciembre de 1982),
  - durante el gobierno de José María Aznar (27 de abril de 2000–17 de abril de 2004)
  - durante el gobierno de Pedro Sánchez (1 de junio de 2018–12 de julio de 2021)
- Ministerio de Economía y Hacienda,
  - durante el gobierno de Felipe González (2 de diciembre de 1982–4 de mayo de 1996),
  - durante el gobierno de José María Aznar (5 de mayo de 1996–27 de abril de 2000),
  - durante el gobierno de José Luis Rodríguez Zapatero (17 de abril de 2004–21 de diciembre de 2011);
- Ministerio de Hacienda y Administraciones Públicas,
  - durante el gobierno de Mariano Rajoy (21 de diciembre de 2011–3 de noviembre de 2016).
- Ministerio de Hacienda y Función Pública,
  - durante el gobierno de Mariano Rajoy (3 de noviembre de 2016–1 de junio de 2018).
  - durante el gobierno de Pedro Sánchez (12 de julio de 2021–presente)

## Lista de Secretarios de Estado de Hacienda y Presupuestos
- José V. Sevilla Segura (1982-1984) - (Secretario de Estado de Hacienda)
- Josep Borrell (1984-1991) - (Secretario de Estado de Hacienda)
- Antonio Zabalza Martí (1991-1993) - (Secretario de Estado de Hacienda)
- Enrique Martínez Robles (1993-1996) - (Secretario de Estado de Hacienda)
- Juan Costa Climent (1996-2000) - (Secretario de Estado de Hacienda)
- José Folgado Blanco (1996-2000) - (Secretario de Estado de Presupuestos y Gastos)
- Enrique Giménez Reyna (2000-2001) - (Secretario de Estado de Hacienda)
- Elvira Rodríguez (2000-2003) - (Secretaria de Estado de Presupuestos y Gastos)
- Estanislao Rodríguez-Ponga (2001-2004) - (Secretario de Estado de Hacienda)
- Ricardo Martínez Rico (2003-2004) - (Secretario de Estado de Presupuestos y Gastos)
- Miguel Ángel Fernández Ordóñez (2004-2006) - (Secretario de Estado de Hacienda y Presupuestos)
- Carlos Ocaña y Pérez de Tudela (2006-2011) - (Secretario de Estado de Hacienda y Presupuestos)
- Juan Manuel López Carbajo (2011) - (Secretario de Estado de Hacienda y Presupuestos)
- Miguel Ferre Navarrete (2011-2016) - (Secretario de Estado de Hacienda)
- Marta Fernández Currás (2011-2016) - (Secretaria de Estado de Presupuestos y Gastos)
- Enrique Fernández Moya (2016-2018) - (Secretario de Estado de Hacienda)
- Alberto Nadal Belda (2016-2018) - (Secretario de Estado de Presupuestos y Gastos)
- Inés María Bardón Rafael (2018-2022) - (Secretaria de Estado de Hacienda)
- María José Gualda Romero (2018- ) - (Secretaria de Estado de Presupuestos y Gastos)
- Héctor Fernando Izquierdo Triana (2022) - (Secretario de Estado de Hacienda)
- Jesús Gascón Catalán (2022) - (Secretario de Estado de Hacienda)

## Lista de Secretarios Generales
- Secretaría General de Hacienda 
  - Juan Cano García (2011)
  - María Dolores Beato Blanco (2006-2011)
  - Javier Burgos Belascoaín (2004-2006)
  - Jaime Gaitero Fortes (1988-1991)
  - Leopoldo López Aranda y Domingo (1986-1988)
  - Juan Francisco Martín Seco (1984-1986)
- Secretaría General de Presupuestos y Gastos
  - Luis Espadas Moncalvillo (2006-2011)
  - Carlos Ocaña y Pérez de Tudela (2004-2006)
- Secretaría General de Planificación y Presupuestos
  - Federico Montero Hita (1994-1996)
  - Julio Viñuela Díaz (1991-1994)
  - Antonio Zabalza Martí (1988-1991)
  - Rafael de la Cruz Corcoll (1986-1988)
- Secretaría General de Presupuesto y Gasto Público
  - Josep Borrell Fontelles (1983-1984)
- Secretaría General de Financiación Territorial
  - Juan Manuel López Carbajo (2009-2010)
- Secretaría General de Política Fiscal Territorial y Comunitaria
  - Rafael Cámara Rodríguez-Valenzuela (2003-2004)
  - Antonio Beteta Barreda (2000-2003)
- Secretaría General de Financiación Autonómica y Local 
  - Inés Olondriz de Moragas (2020- )
  - Diego Martínez López (2018-2020)
  - Belén Navarro Heras (2016-2018)
- Secretaría General de Fondos Europeos
  - Mercedes Caballero Fernández (2020- )

## Lista de Subsecretarios
| Nombre                                   | Cuerpo de funcionarios                                      | Año de nacimiento | Fecha de nombramiento   |
| ---------------------------------------- | ----------------------------------------------------------- | ----------------- | ----------------------- |
| Dionisio Martínez Martínez (1)           | Cuerpo de Inspectores de Hacienda del Estado                | 1940              | 11 de julio de 1977     |
| Carlos García de Vinuesa y Zabala (1)    | Cuerpo de Inspectores de Hacienda del Estado                | 1941              | 27 de abril de 1979     |
| Jesús Fernández Cordeiro (1)             | Cuerpo de Inspectores de Hacienda del Estado                | 1931              | 14 de noviembre de 1980 |
| Arturo Romaní Biescas (1)                | Cuerpo de Abogados del Estado                               | 1942              | 27 de marzo de 1981     |
| Luis Ducasse Gutiérrez (1)               | Cuerpo de Abogados del Estado                               | 1947              | 3 de septiembre de 1981 |
| José Antonio Cortés Martínez (2)         | Cuerpo de Inspectores de Hacienda del Estado                |                   | 22 de diciembre de 1982 |
| Miguel Martín Fernández (2)              | Cuerpo Superior de Interventores y Auditores del Estado     | 1943              | 15 de febrero de 1984   |
| José María García Alonso (2)             | Cuerpo de Inspectores de Hacienda del Estado                | 1944              | 1 de agosto de 1986     |
| Enrique Martínez Robles (2)              | Cuerpo de Inspectores de Hacienda del Estado                | 1944              | 22 de abril de 1988     |
| Juan Antonio Blanco-Magadán y Amutio (2) | Cuerpo Superior de Administradores Civiles del Estado       | 1947              | 23 de julio de 1993     |
| Fernando Díez Moreno (2)                 | Cuerpo de Abogados del Estado                               | 1941              | 10 de mayo de 1996      |
| Rafael Catalá Polo (1)                   | Cuerpo Superior de Administradores Civiles del Estado       | 1961              | 5 de mayo de 2000       |
| Francisco Uría Fernández (1)             | Cuerpo de Abogados del Estado                               | 1965              | 26 de julio de 2002     |
| Juana Lázaro Ruiz (2)                    | Cuerpo de Inspectores de Hacienda del Estado                | 1950              | 19 de abril de 2004     |
| Pilar Platero Sanz (3)                   | Cuerpo Superior de Interventores y Auditores del Estado     |                   | 23 de diciembre de 2011 |
| Felipe Martínez Rico (4)                 | Cuerpo de Técnicos Comerciales y Economistas del Estado     |                   | 25 de noviembre de 2016 |
| Pilar Paneque Sosa (1) (4)               | Cuerpo Superior Facultativo de la Junta de Andalucía        | 1959              | 6 de junio de 2018      |
| Lidia Sánchez Milán (1)                  | Cuerpo Superior de Administradores de la Junta de Andalucía | 1964              | 2 de abril de 2024      |

- (1) Subsecretario de Hacienda.
- (2) Subsecretario de Economía y Hacienda.
- (3) Subsecretario de Hacienda y Administraciones Públicas.
- (4) Subsecretario de Hacienda y Función Pública.

## Lista de directores generales
| - Director de Gabinete del Ministro - Carlos Moreno Medina (2018- ) - Marta Vega Velasco (2016-2018) - Felipe Martínez Rico (2011-2016) - Jorge Serrano Martínez (2011) - Luis Díez Martín (2007-2011) - María Soledad Abad Rico (2004-2007) - Francisco Piedras Camacho (2003-2004) - Ricardo Lorenzo Martínez Rico (2000-2003) - Juan Serrada Hierro (1981-1982) - Antonio Torner Arastey (1977-1979) - Dirección General de Tributos - María José Garde Garde (2018- ) - José Alberto García Valera (2016-2018) - Diego Martín-Abril y Calvo (2012-2016) - Jesús Gascón Catalán (2008-2012) - José Manuel de Bunes Ibarra (2004-2008) - Miguel Ángel Sánchez Sánchez (2001-2004) - Estanislao Rodríguez-Ponga y Salamanca (2000-2001) - Enrique Giménez-Reyna Rodríguez (1997-2000) - Eduardo Abril Abadín (1993-1997) - Miguel Cruz Amorós (1987-1993) - Francisco Javier Eiroa Villarnovo (1982-1986) - José Manuel Tejerizo López (1982) - Alfonso Gota Losada (1979-1982) - José Víctor Sevilla Segura (1977-1979) - Dirección General de Aduanas e Impuestos Especiales - Humberto Ríos Rodríguez (1986-1992) - Miguel Ángel del Valle Inclán y Bolaño (1984-1986) - Miguel Sánchez Alberti (1982-1984) - Dirección General de Inspección Financiera y Tributaria - Manuel Bravo Paiva (1988-1992) - Jaime Gaiteiro Fortes (1984-1998) - Luis López Ibáñez (1982-1984) - Dirección General de Inspección Tributaria - Enrique García Roméu Fleta (1977-1979) - Dirección General de Aduanas - Antonio Rúa Benito (1978-1982) - Germán Anlló Vázquez (1973-1978) - Dirección General del Catastro - Fernando de Aragón Amunárriz (2016- ) - Belén Navarro Heras (2012-2016) - Rosana Navarro Heras (2012) - Ángel Manuel Álvarez Capón (2008-2012) - Jesús Salvador Miranda Hita (1997-2008) - Ignacio Ruiz-Jarabo Colomer (1996-1997) - Dirección General de Gestión Catastral y Cooperación Tributaria - María José Llombart Bosch (1991-1996) - Francisco Javier Russinés Torregrosa (1987-1991) - Dirección General de Ordenación del Juego - Mikel Arana Echezarreta (2020) - Juan Espinosa García (2016-2020) - Carlos Hernández Rivera (2013-2016) - Enrique Alejo González (2012-2013) - María Inmaculada Vela Sastre (2011-2012) - Dirección General de Presupuestos - Javier Sánchez Fuentefría (2022- ) - Jaime Iglesias Quintana (2012-2022) - Fernando Rojas Urtasun (2008-2012) - José Antonio Godé Sánchez (2006-2008) - Luis Espadas Moncalvillo (2004-2006) - Jaime Sánchez Revenga (2000-2004) - María Elvira Rodríguez Herrer (1996-2000) - Juan José Puerta Pascual (1994-1996) - Federico Montero Hita (1987-1994) - Rafael de la Cruz Corcoll (1984-1986) - Ceferino Argüello Reguera (1982-1984) - Ángel Marrón Gómez (1977-1982) - Dirección General de Estabilidad Presupuestaria y Gestión Financiera Territorial - Mónica García Sáenz (2021- ) - Dirección General de Cotes de Personal - Antonio Miguel Cervera Guerrero (2024- ) - Dirección General de Costes de Personal y Pensiones Públicas - Juan José Herrera Campa (2012-2024) - José Antonio Benedicto Iruiñ (2009-2012) - Carmen Román Riechmann (2006-2009) - José Antonio Godé Sánchez (2002-2006) - José Luis Blanco Sevilla (1994-2002) - Luis Herrero Juan (1991-1994) - Elena Salgado Méndez (1987-1991) - Dirección General de Fondos Comunitarios - Jorge García Reig (2017) - José María Piñero Campos (2012-2017) - Mercedes Caballero Fernández (2009-2012) - José Antonio Zamora Rodríguez (2004-2009) - Dirección General de Fondos Europeos - Ana Cristina Peña Sánchez (2024- ) - Esperanza Teba Samblás Quintana (2021-2024) - Mercedes Caballero Fernández (2018-2020) - Jorge García Reig (2017-2018) | - Dirección General del Plan y del Mecanismo de Recuperación y Resiliencia - Jorge Fabra Portela (2022- ) - Rocío Frutos Ibor (2021-2022) - Dirección General de Coordinación Financiera con las Comunidades Autónomas y con las Entidades Locales - Alain Cuenca García (2008-2011) - Dirección General de Coordinación Financiera con las Entidades Locales - Alain Cuenca García (2005-2008) - Dirección General de Coordinación Financiera con las Comunidades Autónomas - Silvia López Ribas (2005-2008) - Dirección General de Financiación Territorial - Silvia López Ribas (2004-2005) - Dirección General de Fondos Comunitarios y Financiación Territorial - Luis de Fuentes Losada (2002-2004) - Julio Gómez-Pomar Rodríguez (2000-2002) - Dirección General de Coordinación con las Haciendas Territoriales - José Hernani Lacasa Salas (1997-2000) - Enrique Giménez-Reyna Rodríguez (1996-1997) - José Tanco Martín-Criado (1991-1996) - Julio Viñuela Díaz (1990-1991) - Ernesto de Aguiar Borrás (1988-1990) - Enrique Martínez Robles (1984-1988) - Jaime Trebolle Fernández (1981-1984) - Vicente Querol Bellido (1980-1981) - Dirección General de Incentivos Económicos Regionales - Margarita González Liebmann (1993-1996) - Magdalena Álvarez Arza (1989-1993) - Emilio José Mata Galán (1987-1989) - Julio Viñuela Díaz (1987-1990) - Intervención General de la Administración del Estado (Desde 1996 con rango de Subsecretaría) - Pablo Arellano Pardo (2018- ) - María Luisa Lamela Díaz (2016-2018) - José Carlos Alcalde Hernández (2012-2016) - José Alberto Pérez Pérez (2004-2012) - Alicia Díaz Zurro (1999-2004) - Rafael Muñoz López-Carmona (1996-1999) - Gregorio Máñez Vindel (1994-1996) - Purificación Esteso Ruiz (1991-1994) - Juan Aracil Martín (1988-1991) - Ricardo Bolufer Nieto (1984-1988) - Juan Francisco Martín Seco (1982-1984) - Ignacio Montaño Jiménez (1980-1982) - Augusto Gutiérrez Robles (1976-1980) - Joaquín Ramón Collada Andreu (1973-1976) - Dirección General del Patrimonio del Estado - Juan Tejedor Carnero (2018- ) - Juan Antonio Martínez Menéndez (2012-2018) - Carlos San Basilio Pardo (2012) - María de las Mercedes Díez Sánchez (2004-2012) - Marina Serrano González (2001-2004) - Pablo Olivera Massó (1999-2001) - Pablo Isla Álvarez de Tejera (1996-1998) - Juan Antonio Vázquez de Parga y Pardo (1992-1996) - Luis Alcaide de la Rosa (1989-1992) - Francisco Zambrano Chico (1988-1989) - Prudencio García Gómez (1985-1988) - Francisco Javier Moral Medina (1982-1985) - Luis Ducasse Gutiérrez (1980-1982) - Arturo Romaní Biesca (1977-1980) - Dirección General de Informática Presupuestaria - José María Sobrino Moreno (1994-1996) - Juan José Puerta Pascual (1987-1994) - Dirección General de Racionalización y Centralización de la Contratación - Paloma Rosado Santurino (2018- ) - Pablo Arellano Pardo (2016-2018) - María Luisa Lamela Díaz (2013-2016) - Secretaría General Técnica - Alberto José Sereno Álvarez (2024- ) - Marta de Andrés Novo (2018-2024) - Jorge Pipaón Pulido (2016-2018) - David Mellado Ramírez (2012-2016) - Francisco Javier González Ruiz (2002-2004) - Francisco Uría Fernández (2000-2002) - Jesús de Ramón-Laca Cotorruelo (1981-1982) - Joaquín Soto Guinda (1979-1981) - Antonio Santillana del Barrio (1977-1978) - José María Álvarez del Manzano y López del Hierro (1976-1977) |

(1) En el Ministerio de Consumo